# Leonardo Campana
Leonardo Campana Romero (Guayaquil, 24 de julio de 2000) es un futbolista ecuatoriano. Juega de delantero y su equipo actual es el New England Revolution de la Major League Soccer de Estados Unidos. Es internacional absoluto con la selección de Ecuador.

## Trayectoria

### Barcelona
Comenzó su carrera en 2016 en las divisiones menores del Barcelona Sporting Club de Ecuador, donde tuvo una destacada trayectoria en aquel año anotando 15 goles en 16 partidos. Para 2018 Campana tuvo una gran temporada en la sub-18 del Barcelona convirtiéndose en su goleador con 20 goles en 19 partidos, lo que hizo que el entrenador del primer equipo del Barcelona, Guillermo Almada, lo ascendió al plantel principal.
El 3 de marzo de 2019 se dio su debut profesionalmente con la camiseta de Barcelona, en el cotejo frente a Independiente del Valle, en el estadio General Rumiñahui, el compromiso finalizó 3 a 0 en favor de los Rayados. Marcó su primer gol con Barcelona el 21 de abril ante Delfín Sporting Club.

### Wolverhampton Wanderers
El 21 de enero de 2020 el Wolverhampton Wanderers anunció su fichaje por tres temporadas y media en ese mismo año el jugador no tuvo  ningún solo minuto con Wolverhampton Wanderers lo que al final de temporada decide ceder al  jugador a  otro club.

### Cesiones en Europa
En septiembre fue cedido un año al F. C. Famalicão, así como en julio de 2021 al Grasshoppers.

### Inter Miami
El 20 de enero de 2022 se canceló el préstamo en este último equipo para marcharse inmediatamente al Inter de Miami toda la temporada. El jugador Ecuatoriano demuestra su mejor  versión en el Inter de Miami donde en la primera temporada marca 12 goles siendo dupla con Gonzalo Higuaín El 7 de noviembre de 2022 se oficializó su continuidad en el Inter Miami hasta finales de 2023. El 20 de enero de 2023 el club norteamericano anunció la transferencia desde el Wolverhampton Wanderers, con un contrato hasta 2024 con opción a extenderse un año más. El 15 de septiembre de 2023 se anunció la extensión de su vínculo con el club hasta 2027 y opción a renovar en 2028.
El 18 de septiembre de 2024 se convirtió en el máximo anotador en la historia del Inter Miami al marcar el segundo gol en el empate 2-2 ante Atlanta United Football Club, en total hasta esa fecha contabilizó 30 goles.

### New England Revolution
El 19 de diciembre de 2024 se anunció su traspaso al New England Revolution con contrato hasta 2026.

## Selección nacional

### Categorías inferiores
Leonardo fue convocado a la selección sub-20 de Ecuador en el Sudamericano Sub-20 realizado en Chile por el entrenador Jorge Célico, participó en todos los encuentros y fue goleador del torneo.
El entrenador argentino Jorge Célico anunció en abril de 2019 la convocatoria de Leonardo Campana a la selección ecuatoriana sub-20 que participaría en el Mundial de Polonia.

#### Participaciones en Sudamericanos
| Campeonato                              | Sede     | Resultado    | Partidos | Goles |
| --------------------------------------- | -------- | ------------ | -------- | ----- |
| Sudamericano Sub-20 de 2019             | Chile    | Campeón      | 9        | 6     |
| Juegos Panamericanos Lima 2019          | Perú     | Primera fase | 4        | 1     |
| Preolímpico Sudamericano Sub-23 de 2020 | Colombia | Primera fase | 2        | 0     |

#### Participaciones en Copas del Mundo
| Campeonato                  | Sede    | Resultado    | Partidos | Goles |
| --------------------------- | ------- | ------------ | -------- | ----- |
| Copa Mundial Sub-20 de 2019 | Polonia | Tercer lugar | 7        | 0     |

### Selección absoluta
Después de una destacada participación en el Sudamericano Sub-20, el 12 de marzo de 2019 Campana fue convocado por Hernán Darío Gómez para jugar con la selección absoluta los partidos amistosos ante Estados Unidos y Honduras.
Fue convocado por Sebastián Beccacece para disputar la doble fecha de las eliminatorias para el Mundial de Canadá, Estados Unidos y México 2026 de octubre de 2024 ante Paraguay y Uruguay.

#### Participaciones en eliminatorias
| Eliminatorias      | Sede            | Resultado   | Partidos | Goles |
| ------------------ | --------------- | ----------- | -------- | ----- |
| Eliminatorias 2022 | América del Sur | Clasificado | 1        | 0     |
| Eliminatorias 2026 | América del Sur | Clasificado | 3        | 0     |

#### Participaciones en Copa América
| Copa              | Sede   | Resultado        | Partidos | Goles |
| ----------------- | ------ | ---------------- | -------- | ----- |
| Copa América 2021 | Brasil | Cuartos de final | 4        | 0     |

### Partidos internacionales
Actualizado al último partido disputado el 10 de octubre de 2024.
| Partidos internacionales con la selección | Partidos internacionales con la selección | Partidos internacionales con la selección | Partidos internacionales con la selección | Partidos internacionales con la selección | Partidos internacionales con la selección | Partidos internacionales con la selección |
| --- | ----------------------------------------- | ----------------------------------------- | ----------------------------------------- | ----------------------------------------- | ----------------------------------------- | ----------------------------------------- |
| \| N.° \| Fecha \| Ciudad \| Rival \| Resultado \| Resultado \| Competencia \| \| --- \| ------------------------ \| --------------- \| -------------- \| --------- \| --------- \| ----------------------------------- \| \| 1. \| 21 de marzo de 2019 \| Orlando \| Estados Unidos \| 0-1 \| Derrota \| Amistoso \| \| 2. \| 26 de marzo de 2019 \| Harrison \| Honduras \| 0-0 \| Empate \| Amistoso \| \| 3. \| 5 de septiembre de 2019 \| Harrison \| Perú \| 1-0 \| Victoria \| Amistoso \| \| 4. \| 10 de septiembre de 2019 \| Cuenca \| Bolivia \| 3-0 \| Victoria \| Amistoso \| \| 5. \| 13 de octubre de 2020 \| Quito \| Uruguay \| 4-2 \| Victoria \| Eliminatorias al Mundial Catar 2022 \| \| 6. \| 29 de marzo de 2021 \| Sangolquí \| Bolivia \| 2-1 \| Victoria \| Amistoso \| \| 7. \| 20 de junio de 2021 \| Río de Janeiro \| Venezuela \| 2-2 \| Empate \| Copa América 2021 \| \| 8. \| 23 de junio de 2021 \| Goiânia \| Perú \| 2-2 \| Empate \| Copa América 2021 \| \| 9. \| 27 de junio de 2021 \| Goiânia \| Brasil \| 1-1 \| Empate \| Copa América 2021 \| \| 10. \| 3 de julio de 2021 \| Goiânia \| Argentina \| 0-3 \| Derrota \| Copa América 2021 \| \| 11. \| 2 de junio de 2022 \| Harrison \| Nigeria \| 1-0 \| Victoria \| Amistoso \| \| 12. \| 11 de junio de 2022 \| Fort Lauderdale \| Cabo Verde \| 1-0 \| Victoria \| Amistoso \| \| 13. \| 17 de junio de 2023 \| Harrison \| Bolivia \| 1-0 \| Victoria \| Amistoso \| \| 14. \| 16 de noviembre de 2023 \| Maturín \| Venezuela \| 0-0 \| Empate \| Eliminatorias al Mundial 2026 \| \| 15. \| 21 de noviembre de 2023 \| Quito \| Chile \| 1-0 \| Victoria \| Eliminatorias al Mundial 2026 \| \| 16. \| 10 de octubre de 2024 \| Quito \| Paraguay \| 0-0 \| Empate \| Eliminatorias al Mundial 2026 \| |                                           |                                           |                                           |                                           |                                           |                                           |
| N.° | Fecha                                     | Ciudad                                    | Rival                                     | Resultado                                 | Resultado                                 | Competencia                               |
| 1. | 21 de marzo de 2019                       | Orlando                                   | Estados Unidos                            | 0-1                                       | Derrota                                   | Amistoso                                  |
| 2. | 26 de marzo de 2019                       | Harrison                                  | Honduras                                  | 0-0                                       | Empate                                    | Amistoso                                  |
| 3. | 5 de septiembre de 2019                   | Harrison                                  | Perú                                      | 1-0                                       | Victoria                                  | Amistoso                                  |
| 4. | 10 de septiembre de 2019                  | Cuenca                                    | Bolivia                                   | 3-0                                       | Victoria                                  | Amistoso                                  |
| 5. | 13 de octubre de 2020                     | Quito                                     | Uruguay                                   | 4-2                                       | Victoria                                  | Eliminatorias al Mundial Catar 2022       |
| 6. | 29 de marzo de 2021                       | Sangolquí                                 | Bolivia                                   | 2-1                                       | Victoria                                  | Amistoso                                  |
| 7. | 20 de junio de 2021                       | Río de Janeiro                            | Venezuela                                 | 2-2                                       | Empate                                    | Copa América 2021                         |
| 8. | 23 de junio de 2021                       | Goiânia                                   | Perú                                      | 2-2                                       | Empate                                    | Copa América 2021                         |
| 9. | 27 de junio de 2021                       | Goiânia                                   | Brasil                                    | 1-1                                       | Empate                                    | Copa América 2021                         |
| 10. | 3 de julio de 2021                        | Goiânia                                   | Argentina                                 | 0-3                                       | Derrota                                   | Copa América 2021                         |
| 11. | 2 de junio de 2022                        | Harrison                                  | Nigeria                                   | 1-0                                       | Victoria                                  | Amistoso                                  |
| 12. | 11 de junio de 2022                       | Fort Lauderdale                           | Cabo Verde                                | 1-0                                       | Victoria                                  | Amistoso                                  |
| 13. | 17 de junio de 2023                       | Harrison                                  | Bolivia                                   | 1-0                                       | Victoria                                  | Amistoso                                  |
| 14. | 16 de noviembre de 2023                   | Maturín                                   | Venezuela                                 | 0-0                                       | Empate                                    | Eliminatorias al Mundial 2026             |
| 15. | 21 de noviembre de 2023                   | Quito                                     | Chile                                     | 1-0                                       | Victoria                                  | Eliminatorias al Mundial 2026             |
| 16. | 10 de octubre de 2024                     | Quito                                     | Paraguay                                  | 0-0                                       | Empate                                    | Eliminatorias al Mundial 2026             |

## Estadísticas

### Clubes
Actualizado al último partido disputado el 17 de agosto de 2025.
| Equipo                                   | Div.                | Temporada           | Liga  | Liga  | Liga   | Copas nacionales | Copas nacionales | Copas nacionales | Copas internacionales | Copas internacionales | Copas internacionales | Total | Total | Total  |
| Equipo                                   | Div.                | Temporada           | Part. | Goles | Asist. | Part.            | Goles            | Asist.           | Part.                 | Goles                 | Asist.                | Part. | Goles | Asist. |
| ---------------------------------------- | ------------------- | ------------------- | ----- | ----- | ------ | ---------------- | ---------------- | ---------------- | --------------------- | --------------------- | --------------------- | ----- | ----- | ------ |
| Barcelona S. C. · Ecuador                | 1.ª                 | 2019                | 16    | 3     | 1      | 5                | 1                | 0                | 0                     | 0                     | 0                     | 21    | 4     | 1      |
| Barcelona S. C. · Ecuador                | Total club          | Total club          | 16    | 3     | 1      | 5                | 1                | 0                | 0                     | 0                     | 0                     | 21    | 4     | 1      |
| Wolverhampton Wanderers F. C. Inglaterra | 1.ª                 | 2019-20             | 0     | 0     | 0      | 0                | 0                | 0                | 0                     | 0                     | 0                     | 0     | 0     | 0      |
| Wolverhampton Wanderers F. C. Inglaterra | Total club          | Total club          | 0     | 0     | 0      | 0                | 0                | 0                | 0                     | 0                     | 0                     | 0     | 0     | 0      |
| F. C. Famalicão Portugal                 | 1.ª                 | 2020-21             | 9     | 2     | 0      | 1                | 0                | 0                | —                     | —                     | —                     | 10    | 2     | 0      |
| F. C. Famalicão Portugal                 | Total club          | Total club          | 9     | 2     | 0      | 1                | 0                | 0                | 0                     | 0                     | 0                     | 10    | 2     | 0      |
| Grasshoppers · Suiza                     | 1.ª                 | 2021-22             | 14    | 3     | 0      | 1                | 0                | 0                | —                     | —                     | —                     | 15    | 3     | 0      |
| Grasshoppers · Suiza                     | Total club          | Total club          | 14    | 3     | 0      | 1                | 0                | 0                | 0                     | 0                     | 0                     | 15    | 3     | 0      |
| Inter de Miami Estados Unidos            | 1.ª                 | 2022                | 26    | 11    | 1      | 2                | 1                | 0                | —                     | —                     | —                     | 28    | 12    | 1      |
| Inter de Miami Estados Unidos            | 1.ª                 | 2023                | 26    | 9     | 3      | 4                | 2                | 0                | 7                     | 0                     | 1                     | 37    | 11    | 4      |
| Inter de Miami Estados Unidos            | 1.ª                 | 2024                | 30    | 8     | 2      | 0                | 0                | 0                | 5                     | 1                     | 0                     | 35    | 9     | 2      |
| Inter de Miami Estados Unidos            | Total club          | Total club          | 82    | 28    | 6      | 6                | 3                | 0                | 12                    | 1                     | 1                     | 100   | 32    | 7      |
| New England Revolution Estados Unidos    | 1.ª                 | 2025                | 19    | 5     | 0      | —                | —                | —                | 0                     | 0                     | 0                     | 19    | 5     | 0      |
| New England Revolution Estados Unidos    | Total club          | Total club          | 19    | 5     | 0      | 0                | 0                | 0                | 0                     | 0                     | 0                     | 19    | 5     | 0      |
| Total en su carrera                      | Total en su carrera | Total en su carrera | 140   | 41    | 7      | 13               | 4                | 0                | 12                    | 1                     | 1                     | 165   | 46    | 8      |
| 1. 2.                                    |                     |                     |       |       |        |                  |                  |                  |                       |                       |                       |       |       |        |

### Selección
Actualizado al último partido disputado el 10 de octubre de 2024.
| Selección       | Año             | Amistosos | Amistosos | Amistosos | Continental | Continental | Continental | Mundial | Mundial | Mundial | Total | Total | Total  | Media goleadora |
| Selección       | Año             | Part.     | Goles     | Asist.    | Part.       | Goles       | Asist.      | Part.   | Goles   | Asist.  | Part. | Goles | Asist. | Media goleadora |
| --------------- | --------------- | --------- | --------- | --------- | ----------- | ----------- | ----------- | ------- | ------- | ------- | ----- | ----- | ------ | --------------- |
| Sub-20          | 2019            | 1         | 0         | 0         | 9           | 6           | 1           | 7       | 0       | 1       | 17    | 6     | 2      | 0.35            |
| Sub-23          | 2020            | —         | —         | —         | 2           | 0           | 0           | —       | —       | —       | 2     | 0     | 0      | 0               |
| Absoluta        | 2019            | 4         | 0         | 0         | —           | —           | —           | —       | —       | —       | 4     | 0     | 0      | 0               |
| Absoluta        | 2020            | —         | —         | —         | 1           | 0           | 0           | —       | —       | —       | 1     | 0     | 0      | 0               |
| Absoluta        | 2021            | 1         | 0         | 0         | 4           | 0           | 0           | —       | —       | —       | 5     | 0     | 0      | 0               |
| Absoluta        | 2022            | 2         | 0         | 0         | —           | —           | —           | —       | —       | —       | 2     | 0     | 0      | 0               |
| Absoluta        | 2023            | 1         | 0         | 0         | 2           | 0           | 0           | —       | —       | —       | 3     | 0     | 0      | 0               |
| Absoluta        | 2024            | —         | —         | —         | 1           | 0           | 0           | —       | —       | —       | 1     | 0     | 0      | 0               |
| Absoluta        | Total           | 8         | 0         | 0         | 8           | 0           | 0           | 0       | 0       | 0       | 16    | 0     | 0      | 0               |
| Total selección | Total selección | 9         | 0         | 0         | 19          | 6           | 1           | 7       | 0       | 1       | 35    | 6     | 2      | 0.17            |
| 1. 2.           |                 |           |           |           |             |             |             |         |         |         |       |       |        |                 |

## Palmarés

### Campeonatos nacionales
| Título                 | Equipo         | Año  |
| ---------------------- | -------------- | ---- |
| MLS Supporters' Shield | Inter de Miami | 2024 |

### Campeonatos internacionales
| Título              | Equipo         | Año  |
| ------------------- | -------------- | ---- |
| Sudamericano Sub-20 | Ecuador sub-20 | 2019 |
| Leagues Cup         | Inter de Miami | 2023 |

### Distinciones individuales
| Distinción                              | Año  |
| --------------------------------------- | ---- |
| Máximo goleador del Sudamericano Sub-20 | 2019 |